# (6071) Sakitama
(6071) Sakitama (1992 AS1) – planetoida z pasa głównego asteroid okrążająca Słońce w ciągu 4,47 lat w średniej odległości 2,71 j.a. Odkryta 4 stycznia 1992 roku.